# Bactris rhaphidacantha
Bactris rhaphidacantha là loài thực vật có hoa thuộc họ Arecaceae. Loài này được Wess.Boer mô tả khoa học đầu tiên năm 1965.